# Мельница в деревне Бугрово
Мельница в деревне Бугрово — действующий музей водяной мельницы и усадьбы мельника. Располагается в деревне Бугрово Пушкиногорского района Псковской области на запруде у реки Луговки. Входит в состав музея-заповедника «Михайловское».
В пушкинское время деревня состояла из нескольких деревянных строений. На краю деревни длительное время находилась водяная мельница, первое известное нам свидетельство — письменное упоминание о «мельнице оного Святогорского монастыря на реке Луговке об одном поставе» относится к 1761 году. В 1764 году мельницу построили заново, с двумя поставами. К началу XVIII века она обветшала, и вместо неё в 1802 году соорудили новую, также с двумя поставами, она и стала современницей Пушкина. Эта мельница была восстановлена в 1986 году по инициативе С. С. Гейченко. В 2006 году на основании новых документов была построена ещё одна мельница, на более близком к пушкинской усадьбе расстоянии, в таком виде, в каком её знал Пушкин, работающая.
Рядом с музеем водяной мельницы находится музейный комплекс «Пушкинская деревня», который посвящён особенностям деревенского быта пушкинского времени.
Музеи «Мельница в деревне Бугрово» и «Пушкинская деревня» были открыты в 1986 году. Планировалось, что деревня Бугрово и музейный комплекс станут большим этнографическо-литературным музеем под открытым небом. В начале XXI века музей мельницы был реконструирован и заново открыт 17 апреля 2007 года.